# Autoroute A14 (Francia)
L’autoroute A14 è un'autostrada francese nella regione parigina, che collega il quartiere direzionale della Défense all'autostrada A13.